# Dwór Vaure
Dwór Vaure – wzniesiony w XV wieku, przebudowywany w XVI, XVII i głównie w XIX wieku. Część zabudowań uznano za zabytki.

## Lokalizacja
Dwór i zabudowania zlokalizowane są przy 825 Rue de Feurs w miejscowości Savigneux, w departamencie Loara, w regionie Owernia-Rodan-Alpy.

## Historia
Pierwsze informacje o posiadłości pochodzą z XIII wieku. Należała do rodzin Salvaing i Roussillon (XIII wiek), Barges et Flotte de Revel (XIV w.), Marzé (XV w.). W XVII wieku należała do rodu Talaru-Chalmazel, następnie przeszła w ręce Staronów. Na początku XIX w. majątek Vaure należał do rodziny Roux de la Plagne. Rezydencja w XIX wieku została przekształcona w folwark, zachowały się pozostałości budowli z XV w., z pozostałościami muru otaczającego, wyposażonego w wieżę strażniczą. W południowo-wschodnim narożniku ogrodzenia stoi gołębnik (zabytek o numerze IA42003430) pochodzący z XVIII wieku. Portal bramy wejściowej z herbem który nie jest zidentyfikowany. Dom mieszkalny datowany jest na XVIII wiek. Część stajni pochodzi z XVIII w., stodoła z 2. poł. XIX w., a stajnia pomiędzy nimi z końca XIX w. W 1894 roku Charles Durel wydzierżawił majątek Vaure (40 ha), należący do Anny Marii Louise de la Plagne i jej męża barona de Brosse. W 1906 roku majątek nabyła firma Ch. Durel, Jay & Naacke. Prowadzono tam przemysłową uprawę roślin leczniczych. Zebrane rośliny, a także te zebrane w górach Forez, przechowywano w Montbrison w magazynie przy rue d'Ecotay, który spłonął w styczniu 1907 roku. Zbudowano wówczas nowe obiektyprzy 14 bulwar Duguet w Bellevue (Montbrison; zniszczony) i prawdopodobnie mniej więcej w tym samym czasie w Vaure (patrz IA42003431). Działalność tę zakończono w latach 50. XX w., a następnie przeorientowano majątek na działalność hodowlaną i tuczniczą. W 2007 roku prowadzono remonty budynków z przeznaczeniem na wynajem na cele mieszkalne. 

## Opis
Zabudowania składają się z rezydencji otoczonej od wschodu murem; od północy rozciąga się folwark i wspólny dziedziniec. Od południa furtka umożliwia przejście z tego dziedzińca w stronę ogrodzenia, w którym jest brama wjazdowa z herbem. Obok znajduje się niewielka wieża strażnicza. W ogrodzie znajduje się prostokątny basen ze schodami, a w narożniku gołębnik. Dom ma cztery przęsła (strona wschodnia) i jedno piętro. Na parterze znajdowała się kuchnia i izba, na piętrze cztery sypialnie. Na zachód od dworu znajduje się dom rolników i służby, którego fasada wychodzi na dziedziniec od północy. Obejmuje kilka lokali mieszkalnych, z trzema pokojami na parterze, kwadratowym piętrem i dwiema klatkami schodowymi. Od południa znajduje się mleczarnia i piekarnia. Za tym budynkiem, w południowo-zachodnim narożniku dziedzińca, znajduje się magazyn. Podwórze gospodarcze (ogrodzony dziedziniec, brama genueńska) graniczy od zachodu z szopą (na drewnianych filarach) i stajnią (dla krów lub koni) z górną strychem na siano; od północy, przy stodole-stajni (stodoła od strony zachodniej, poza dziedzińcem, następnie dwie stajnie z stodołą powyżej); od wschodu, przy niskim budynku mieszczącym kilka małych stajni lub szop. Budynki wykonane są z powlekanej cegły adobe, z ościeżnicami granitowymi w dworze, drewnianymi (dom rolników i służby) lub ceglanymi (stajnia-stodoła). Dachy są podłużne, wykonane pokryte dachówką. 